# Грабовка (Куликовский район)
Гра́бовка (укр. Грабівка) — село Куликовского района Черниговской области Украины, центр сельского совета. Население 332 человека.
Код КОАТУУ: 7422783001. Почтовый индекс: 16330. Телефонный код: +380 4643.

## Власть
Орган местного самоуправления — Грабовский сельский совет. Почтовый адрес: 16330, Черниговская обл., Куликовский р-н, с. Грабовка, ул. Школьная, 1, тел. 2-73-48.